# Салкын-Чишма (Башкортостан)
Салкын-Чишма  (баш. Һалҡыншишмә) — деревня в Туймазинском районе Республики Башкортостан Российской Федерации. Входит в состав Татар-Улкановского сельсовета. 

## География

### Географическое положение
Расстояние до:
- районного центра (Туймазы): 24 км,
- центра сельсовета (Татар-Улканово): 4 км,
- ближайшей ж/д станции (Туймазы): 24 км.

## Население
| 2002 | 2009 | 2010 |
| ---- | ---- | ---- |
| 1    | ↘0   | →0   |

Национальный состав
Согласно переписи 2002 года, преобладающая национальность — башкиры (100 %).